# Nunatak Malyj
Nunatak Malyj är en nunatak i Antarktis. Den ligger i Östantarktis. Argentina och Storbritannien gör anspråk på området. Toppen på Nunatak Malyj är 1 201 meter över havet.
Terrängen runt Nunatak Malyj är platt, och sluttar norrut. Trakten är obefolkad. Det finns inga samhällen i närheten.